# Argos Hippium
Arpi (anche chiamata Argyrippa, Argos Hippium, derivante dal greco Ἀργύριπποι, Ἄργος Ἵππιον) era una città della antica Apulia, di cui restano scarse vestigia, anche se «nel sottosuolo sono presenti innumerevoli resti archeologici che se riportati alla luce potrebbero suscitare un nuovo impulso turistico per il territorio» (Marina Mazzei). Situata a circa 8 km a nord-est di Foggia la sua importanza e grandezza era dimostrata ancora al tempo di Strabone «dall'ampiezza delle sue mura (ben 18 chilometri)», per cui la città appariva, come a Canosa, una delle maggiori degli Italioti.

## Etimologia
Il nome di Arpi è composto da Argos in memoria della patria lontana e con l'aggiunta di Hippium per qualificare l'eccellenza del luogo adatto per l'allevamento dei cavalli, tale nome divenne poi Argirippa ed infine Arpi dal greco "arpe" che vuol dire falce. Il nome Arpi, inoltre, potrebbe anche derivare da "arpane", come venivano chiamati gli armenti dei buoi allevati nella zona. Tale versione potrebbe essere la più probabile in quanto Arpi, presumibilmente ha avuto per stemmi il delfino, il cavallo, il cinghiale e il bue.

## Storia
Posta, come poi Foggia, nel cuore del Tavoliere delle Puglie, Arpi vi ebbe preponderante importanza.
Sono invece risalenti al II millennio a.C. i siti archeologici di Arpi (in greco Argos Hippium), il più importante centro dell'antica Daunia, come l'Ipogeo della Medusa, l'Ipogeo dei Cavalieri e le Necropoli[16], in località Arpinova.
Arpi era la più popolata ed estesa città italiota preromana, con un esercito di oltre 20.000 soldati, ricca e potente anche per la sua posizione geografica e per l'intenso commercio che svolgeva con le città vicine. La prassi dell'agricoltura era abituale tra gli abitanti della zona, favoriti anche dalla fertilità del Tavoliere e dalla sua conformazione completamente pianeggiante.[16][17]
Arpi, fondata dall'eroe greco Diomede, viene chiamata anche Argiripa, perché da Argo egli proveniva. Diomede avrebbe sposato la figlia di Dauno, Evippe, divenendo re dei Dauni.
(LA)
«Ille urbem Argyripam patriae cognomine gentis ille urbem Argyripam patriae cognomine gentis uictor Gargani condebat Iapygis agris. Postquam introgressi et coram data copia fandi, munera praeferimus, nomen patriamque docemus, qui bellum intulerint, quae causa attraxerit Arpos.»
(IT)
«In Iapigia il trovammo a le radici Del gran monte Gargáno, ove fondava, Già vincitore, Argíripa, una terra Che dal patrio Argirippo ha nominata. Intromessi che fummo, il presentammo; Gli esponemmo la patria, il nome e ’l fatto De la nostra imbasciata, e la cagione Onde a lui venivamo.»
(Virgilio, Eneide XI, 246-250[18])
Da notare che lo stesso Virgilio chiama la città prima Argyripa, poi Arpi.
Sempre nell'Eneide Virgilio evoca Argiripa-Arpi come la più temibile città d'Italia, in grado persino di contendere il dominio d'Italia alla progenie di Enea e dunque alla futura Roma:
atque iterum in Teucro Aetolis surgit ab Arpis/ Tydides[19].
ancora una volta sorge il Titide (figlio di Tideo, ovvero Diomede) dalla etolica Arpi contro i Teucri (Troiani).
(Eneide, X, 28)
Afrodite stessa prega il padre, Zeus, perché Arpi non distrugga i Troiani.
Turno, il re dei Rutuli che contende il dominio del Lazio ai Teucri ed è in cerca di alleati contro Enea, mandò ambasciatori a Diomede, ad Argyripa-Arpi, ma questi preferì astenersi dalla guerra.
non erit auxilio nobis Aetolus et Arpi:
non sarà di ausilio il nobile Etolico né Arpi[18].
(Eneide, XI, 428)
Tito Livio (XXIV, 45) racconta che la città venne venduta ad Annibale dal tradimento di un suo notabile ma che fu poi riconquistata dai Romani con un accordo con gli Arpini

### La seconda guerra punica
Dopo la schiacciante vittoria a Canne (216 a.C.), Annibale raggiunse i primi importanti risultati politico-strategici. Alcuni centri cominciarono a abbandonare i Romani, come Campani, Atellani, Calatini, parte dell'Apulia, i Sanniti (ad esclusione dei Pentri), tutti i Bruzi, i Lucani, gli Uzentini e quasi tutto il litorale greco, i Tarentini, quelli di Metaponto, di Crotone, di Locri e tutti i Galli cisalpini, e poi Compsa, insieme agli Irpini. Non si arrese invece Neapolis, rimasta fedele a Roma.
Negli anni successivi Annibale si recò più volte in Apulia. Nel 215 a.C., dopo essere stato sconfitto a Nola, pose gli accampamenti invernali proprio nei pressi di Argos Hippium. Il console Quinto Fabio Massimo Verrucoso ordinò allora al console più giovane, Tiberio Sempronio Gracco, di condurre le sue legioni da Cuma a Lucera in Apulia, ed inviò il pretore Marco Valerio Levino a Brundisium con l'esercito che aveva con sé in precedenza a Lucera, incaricandolo di difendere le coste dell'agro salentino e sorvegliare i movimenti di Filippo V di Macedonia in vista di una possibile guerra con la Macedonia.
L'anno seguente (214 a.C.), Annibale partì da Argos Hippium per tornare in Campania, seguito da Tiberio Gracco, che mosse la sua armata da Luceria a Beneventum; intanto al figlio di Fabio Massimo, il pretore Quinto Fabio, venne ordinato di partire per l'Apulia e sostituirvi Gracco. Annibale dopo aver passato l'inverno ad Arpi ritornò sul monte Tifata nel territorio di Capua.
Nel 194 a.C. Roma fece aspra vendetta sulle antiche città che le furono infedeli. Tra queste, vi fu Arpi alla quale fu tolta la libertà, furono abbattute le mura, furono negati l'approdo marittimo a Siponto, le monete proprie e ogni altro diritto: divenne quindi un'umile colonia romana.